# Diederik IX van Kleef
Diederik IX van Kleef (ca. 1291 — 7 juli 1346/47) was van 1310 tot 1346/47 graaf van Kleef.

## Geschiedenis
Hij was de oudste zoon van graaf Diederik VIII van Kleef en zijn tweede echtgenote Margaretha van Habsburg (van Kiburg).
In 1310 werd Diederik graaf van Kleef, in opvolging van zijn halfbroer Otto die zonder mannelijke erfgenaam was overleden. In 1332 erfde hij Hülchrath van zijn neef Diederik Luf III, maar moest het na veel strijd verkopen aan de aartsbisschop van Keulen. In de troonstrijd was hij een trouw aanhanger van keizer Lodewijk de Beier . Zoals zijn voorgangers lag hij veel in strijd met Mark-Altena, Berg en het aartsbisdom Keulen.

## Huwelijk en kinderen
Diederik was getrouwd met:
1. Margaretha van Gelre (voor 1305-1331/33), dochter van graaf Reinoud I van Gelre, in 1308
2. Maria van Gulik (-1353), dochter van graaf Gerard VII van Gulik, in 1340

en werd vader van:
- Margaretha (ca.1310-1341), die in 1332 huwde met Adolf II van der Mark (-1347), de stamouders van de volgende linie Kleef-graven
- Elisabeth (1307-1382), die huwde met Gerard van Voorne (-1337), en in 1338 met landgraaf Otto II van Hessen (1322-1366).